# Cihat Arman
Cihat Arman (Istanbul, 16 de juliol de 1915 - 14 de maig de 1994) fou un futbolista turc de la dècada de 1940 i entrenador.
Pel que fa a clubs, defensà els colors de Gençlerbirliği, Güneş i Fenerbahçe. Fou 13 cops internacional amb la selecció turca amb la qual participà en els Jocs Olímpics de 1936 i 1948.
Un cop retirat fou entrenador a clubs com Kasımpaşa, İstanbulspor, Yeşildirek, Beşiktaş JK